# Nora Ochoa Pérez
Nora Fernanda Ochoa Pérez (Chihuahua, 14 de diciembre de 1999) es una artista marcial mixta y periodista deportiva mexicana. Ha competido en la división de peso paja femenino.
Ha obtenido dos medallas de plata en el campeonato mundial de la Federación Internacional de Artes Marciales Mixtas en 2019 y 2023.

## Primeros años
Nació en la ciudad de Chihuahua el 14 de diciembre de 1999. Desde la edad de cuatro años, empezó a practicar taekwondo, obteniendo el grado de cinturón negro, y también posee experiencia en el jiu-jitsu brasileño. Estudio la carrera de Mercadotecnia en la Universidad del Valle de México.

## Carrera

### Como artista marcial mixta
Ochoa ha representado a su país en el Campeonato Mundial de la IMMAF.
En la edición de 2019 llevada a cabo en Manama (capital de Baréin), Ochoa se enfrentó a la kirguisa Symbat Zhortbekova, ganando la pelea por sumisión en el primera asalto y posteriormente venció a la checa Lucie Truhlarova por decisión unánime. Su oponente para la final sería la alemana Anna Gaul, pero no logro derrotarla al caer por sumisión en el tercer asalto. Por ende, se llevó la medalla de plata.
En la edición de 2023 celebrada en Belgrado, se llevó triunfos ante la rumana Ana Maria Mavru en la primera ronda y la irlandesa Caitlyn Hadfield en las semifinales, ambas por sumisión. En la final, se enfrentó a la polaca Magdalena Czaban, ante quien cayó por sumisión en el primer asalto, quedándose con la medalla de plata por segunda vez.

### Como periodista
Tras su paso por varías promociones regionales mexicanas, Nora Ochoa ha estado alejada, aunque no del todo, de la competición de MMA para dedicarse al periodismo.